# Denel
Denel (Pty) Limited is het grootste defensiebedrijf van Zuid-Afrika met de Zuid-Afrikaanse staat als enige aandeelhouder.
Anno 2010 haalt het bedrijf ongeveer 60% van zijn omzet uit het Zuid-Afrikaanse leger, en 40% uit het buitenland.
Ondanks een stijgend marktaandeel en producten die kwalitatief vergelijkbaar zijn met die van concurrenten blijft Denel een kleine internationale speler.
Zeker de Rooivalk-aanvalshelikopter, die ruim een miljard euro had gekost maar niet in het buitenland verkocht raakt, bedreigt het bedrijf nu.

## Geschiedenis

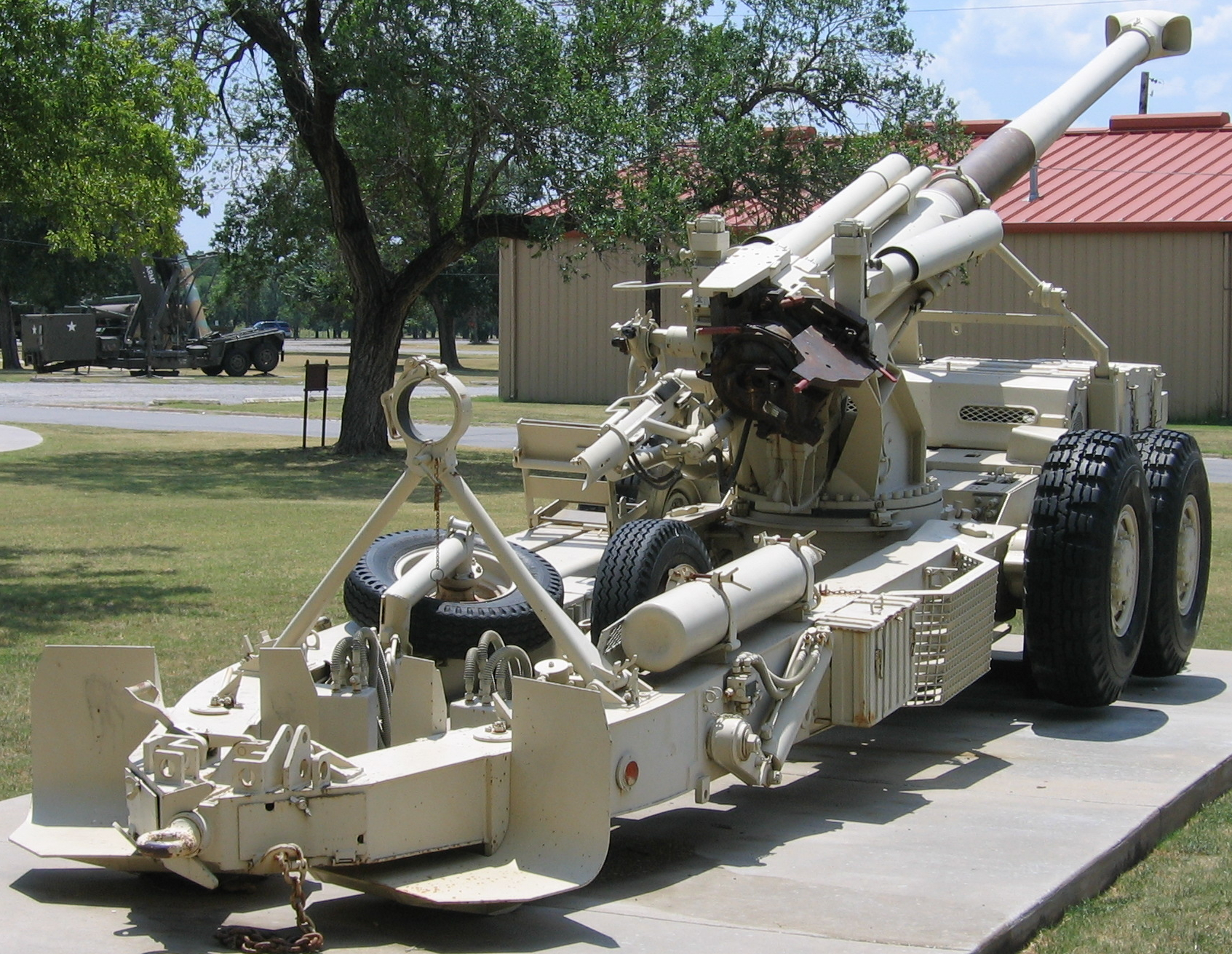
G5-houwitser

Denels geschiedenis gaat terug tot 1938 toen de Koninklijke Munt van Zuid-Afrika een munitiefabriek werd.
Vanaf dan begon het land met de uitbouw van een eigen defensie-industrie, daar het gezien de apartheid moeilijk aan buitenlandse wapens kon komen. In 1968 richtte de overheid als reactie op het VN-wapenembargo het defensie- en technologiebedrijf Armscor op, dat uitgroeide tot een miljardenonderneming en verantwoordelijk was voor de uitrusting van het Zuid-Afrikaanse leger. Na het einde van de apartheid in 1990 werd de positie van Armscor herzien en besloten de productie af te splitsen naar het nieuwe bedrijf Denel.
Hierna ging het slecht met de Zuid-Afrikaanse defensiebedrijven en Denel. Na de politieke ommezwaai kocht 's lands leger tot 70% van zijn materieel in het buitenland. Denel stapte ook in verlieslatende contracten die tot op heden op de resultaten blijven drukken. Er werd dan ook jaar na jaar verlies geleden. In 2005 werd een diepgaande reorganisatie aangezet om het tij te keren.

## Onderdelen

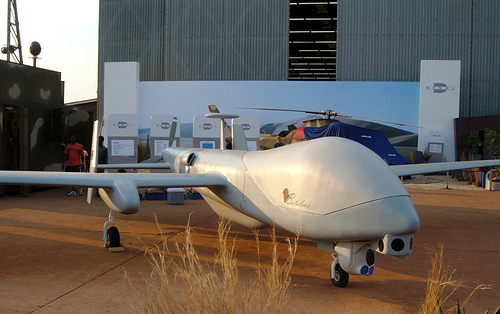
Bateleur-UAV.

- Denel Aviation, het voormalige Atlas Aircraft Corporation van Armscor: luchtvaart.
- Denel Dynamics: raketten en onbemande vliegtuigen.
- Denel PMP: munitie.
- OTB, Overberg Test Range: wapentestterrein.
- DCLD, Denel Centre for Learning and Development: luchtvaartopleidingen voor onder meer de jeugd.
- Denel Saab Aerostructures, 20% eigendom van Saab: vliegtuigonderdelen.
- Denel Land Systems: lichte en zware vuurwapens en militaire voertuigen.
- Mechem: ontmijningssystemen.
- Denel Properties: vastgoed.

## Geassocieerde bedrijven
- Turbomeca Africa: 51% eigendom van Safran.
- Carl Zeiss Optronics: 70% eigendom van Zeiss.
- Rheinmetall Denel Munition: 51% eigendom van Rheinmetall.

## Producten
Onder meer:

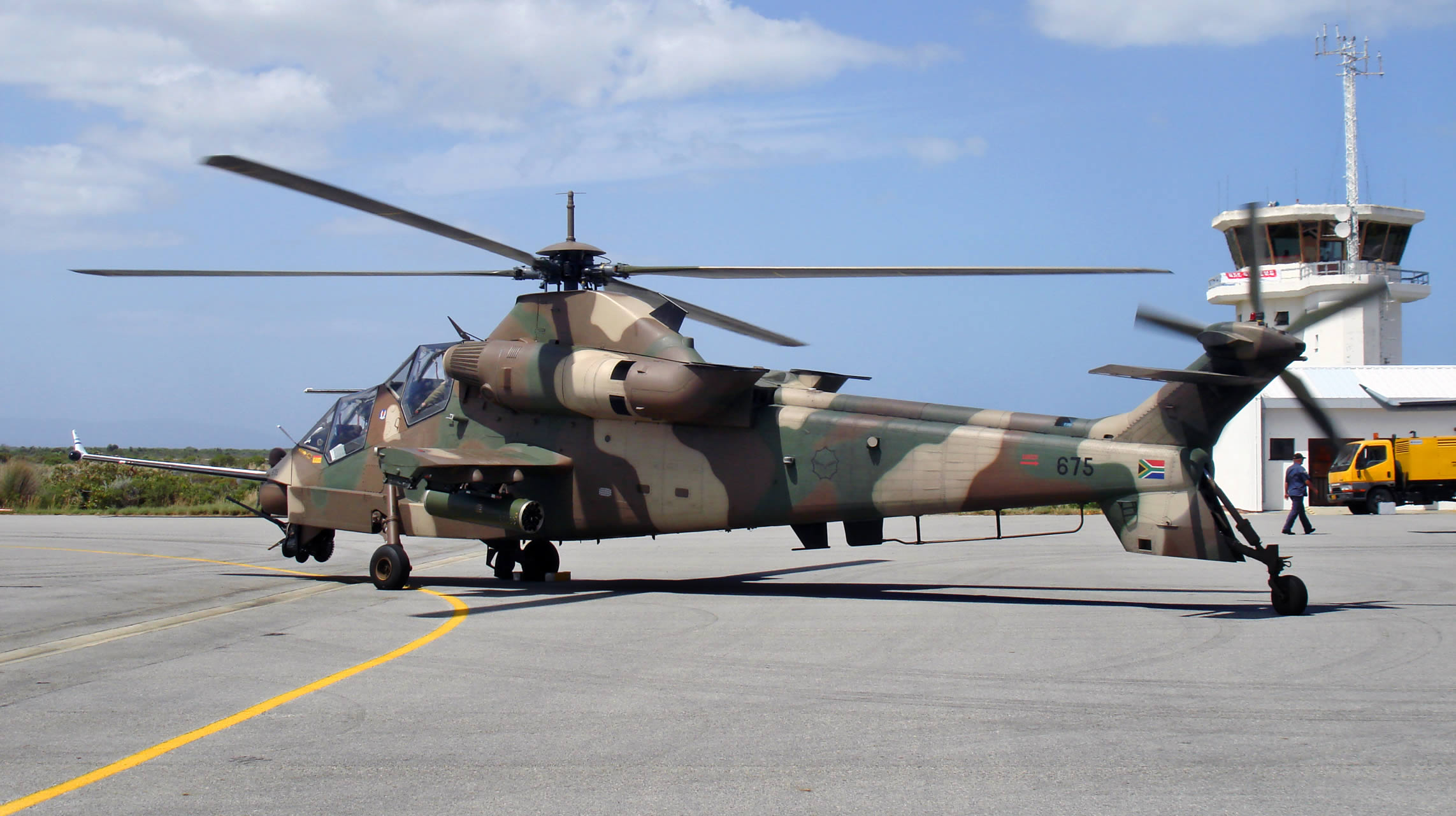
AH-2 Rooivalk-aanvalshelikopter.

- 35DPG-nabijheidsverdedigingssysteem.
- A-Darter-lucht-luchtraket.
- G5- en G6-howitser.
- Mokopa-antitankraket.
- Rooivalk-aanvalshelikopter.
- Umkhonto-luchtdoelraket.